# Take a Look in the Mirror
Take a Look in the Mirror è il sesto album in studio del gruppo musicale statunitense Korn, pubblicato il 21 novembre 2003 dalla Epic Records e dalla Immortal Records.

## Descrizione
Prodotto dal gruppo stesso, si tratta dell'ultimo album in studio inciso dai Korn insieme al chitarrista Brian "Head" Welch prima del suo temporaneo abbandono del gruppo, che avvenne nel 2005 (e che durò fino al 2013), nonché l'ultimo con la Epic Records/Immortal Records.
Il suo primo singolo è Did My Time, già nella colonna sonora del film Tomb Raider - La culla della vita. Tra le altre tracce, vanno ricordate Right Now (accompagnato da un videoclip splatter disegnato da Spike & Mike), una collaborazione con il rapper Nas intitolata Play Me, Y'All Want a Single (che prende in giro le tendenze dell'industria discografica), l'inedito Alive (primo brano dei Korn in ordine cronologico) e la cover dal vivo di One dei Metallica.

## Tracce
1. Right Now – 3:10
2. Break Some Off – 2:35
3. Counting on Me – 4:49
4. Here It Comes Again – 3:33
5. Deep Inside – 2:46
6. Did My Time – 4:04
7. Everything I've Known – 3:34
8. Play Me (feat. Nas) – 3:21
9. Alive – 4:30
10. Let's Do This Now – 3:18
11. I'm Done – 3:23
12. Y'All Want a Single – 3:17
13. When Will This End – 14:23 – contiene la traccia fantasma One (Live) (originariamente interpretata dai Metallica)

DVD bonus nell'edizione speciale
1. Korn Kut Up
2. Right Now Mirror Mix Video
3. The Untouchables 2002 Tour

## Formazione
Gruppo
- Jonathan Davis – voce
- Wally Balljacker – batteria
- James the Gorilla – chitarra
- Sir Headly – chitarra
- Dog – basso

Altri musicisti
- Nas – voce aggiuntiva (traccia 8)

## Classifiche
| Classifica (2003)          | Posizione massima |
| -------------------------- | ----------------- |
| Australia                  | 37                |
| Austria                    | 2                 |
| Belgio (Fiandre)           | 24                |
| Belgio (Vallonia)          | 11                |
| Danimarca                  | 26                |
| Finlandia                  | 10                |
| Francia                    | 14                |
| Germania                   | 8                 |
| Italia                     | 16                |
| Norvegia                   | 27                |
| Nuova Zelanda              | 19                |
| Paesi Bassi                | 21                |
| Portogallo                 | 17                |
| Regno Unito                | 53                |
| Regno Unito (rock & metal) | 2                 |
| Stati Uniti                | 9                 |
| Svezia                     | 18                |
| Svizzera                   | 14                |